# Fortaleza de Hwando
Hwando (en coreano: 환도) o Wandu (en chino: 丸都城) fue la segunda capital de Goguryeo (tres reinos de Corea). Los restos de la fortaleza de Hwando forman parte del conjunto denominado «Capitales y tumbas del antiguo reino de Koguryo», declarado Patrimonio de la Humanidad de Unesco en 2004. Está ubicada en la provincia china de Jilin, cerca de la frontera con Corea del Norte.

## Historia
Se dice que el rey Yuri de Goguryeo trasladó la capital a la fortaleza de Gungnae (en hangul: 국내성) y construyó la fortaleza de Wina. La fortaleza de Gungnae se ubicó cerca del río Yalu y la nueva fortaleza de Wina (Hangul: 위나암성, Hanja: 尉那巖城) fue un fuerte sobre la montaña. Posteriormente el rey Sansang cambió su nombre a Hwando.
El rey Sansang de Goguryeo completó la construcción de la ciudad de Hwando, amurallando la capital aproximadamente durante 10 años.
Así como se fue consolidando el poder del reino de Goguryeo, se procedió a conquistar territorios de la península de Corea, que estaban bajo mandato chino.
El reino de Goguryeo inició una guerra contra los Wei en 242 para cortar el acceso chino a la península coreana. Sin embargo, los Wei contraatacaron y Goguryeo perdió. En este proceso, los Wei destruyeron la fortaleza de Hwando en 244.
Goguryeo reconstruyó la fortaleza de Hwando y acabó con la ocupación china en Corea en el 313 con la conquista de Lelang. Sin embargo, Hwando sufrió la devastación por parte de los xianbei, en el 341, convirtiendo a los prisioneros de Goguryeo en esclavos de los Xianbei. Los xianbei también destruyeron el reino de Buyeo en el 346, acelerando la migración de estos a la península de Corea.